# Bainet
Bainet (haitianisch-kreolisch: Benè) ist eine Gemeinde im Département Sud-Est, westlich von Jacmel, an der Südküste von Haiti. Bainet ist Hauptort des gleichnamigen Arrondissements.
Im August 2003 hatte Bainet 62.300 Einwohner.